# Golegã
Golegã [ɡoɫɯˈɡɐ̃] ist eine Kleinstadt (Vila) in Portugal. Der Kreis ist bekannt für seine Pferde- und Stierzucht. Alljährlich findet hier mit der Feira Nacional do Cavalo ein überregional bekanntes Reitfest mit Ausstellung und Messe statt. Golegã ist ein Hauptort der Pferdezucht der portugiesischen Pferderasse Lusitano.

## Geschichte
Funde belegen eine Besiedlung seit der Kupfersteinzeit. Die Lage an Flüssen und später wichtigen Verbindungsstraßen begünstigte die Ansiedlung. So wurden aus römischer Zeit u. a. Überreste von Häusern gefunden. Nach der Landnahme durch die Mauren ab 711 erfuhr das Gebiet in der Folge einige Entwicklung, insbesondere in der Landwirtschaft. Ausgrabungen aus dieser arabischen Zeit sind hier zahlreich, insbesondere landwirtschaftliche Geräte und Wohnhäuser mit den typischen Innenhöfen.
Im Verlauf der christlichen Reconquista erlangte Golegã strategische Bedeutung durch seine Lage auf der Verteidigungslinie der Tempelritter zwischen den Burgen von Almourol, Santarém und Tomar. Diese Lage an strategischen Verbindungswegen und die ertragreichen Böden des Umlandes sorgten für eine wirtschaftliche Entwicklung, die sich auch in steigendem Handel und wachsender Bevölkerung zeigte. 1520 erhielt Golegã Stadtrechte durch König Dom Manuel I., der den Ort zeitweilig auch als Sommerresidenz wählte. 1534 erhob König Dom João III. den Ort zur Kleinstadt (Vila).
Golegã gilt als typische Region des Ribatejo und ist seit dem 19. Jahrhundert insbesondere für seine Pferde- und Stierzucht für den Stierkampf berühmt. Zudem ist bis heute die Obst, Gemüse und Getreideproduktion auf den fruchtbaren Böden im Kreis bekannt.

## Pferdezucht
Azinhaga und Golegã sind bekannt für ihre lange Pferdezuchttradition. Schon Sancho I. (1154–1211), der zweite König von Portugal aus dem Hause Burgund, hatte als Prinz in der Region ein Gestüt. Zum Sankt-Martins-Markt (Feira de São Martinho) um den 11. November (Martinstag) treffen sich die Liebhaber portugiesischer Pferde zur Feira Nacional do Cavalo in Golegã. Die auch Feira Internacional do Cavalo Lusitano bezeichnete Pferdeschau findet seit dem 17. Jahrhundert jährlich statt und begründete den Ruf des Ortes als überregional bekannte Pferdestadt, in deren Umgebung sich eine Reihe Gestüte insbesondere der Zucht des Lusitanopferdes widmen.

## Verwaltung

### Kreis
Golegã ist Verwaltungssitz eines gleichnamigen Kreises (Concelho) im Distrikt Santarém. Am 19. April 2021 hatte der Kreis 5400 Einwohner auf einer Fläche von 84,3 km².
Die Nachbarkreise sind (im Uhrzeigersinn im Norden beginnend): Vila Nova da Barquinha, Chamusca, Santarém, Torres Novas sowie Entroncamento.
Die folgenden Gemeinden (Freguesias) liegen im Kreis Golegã:

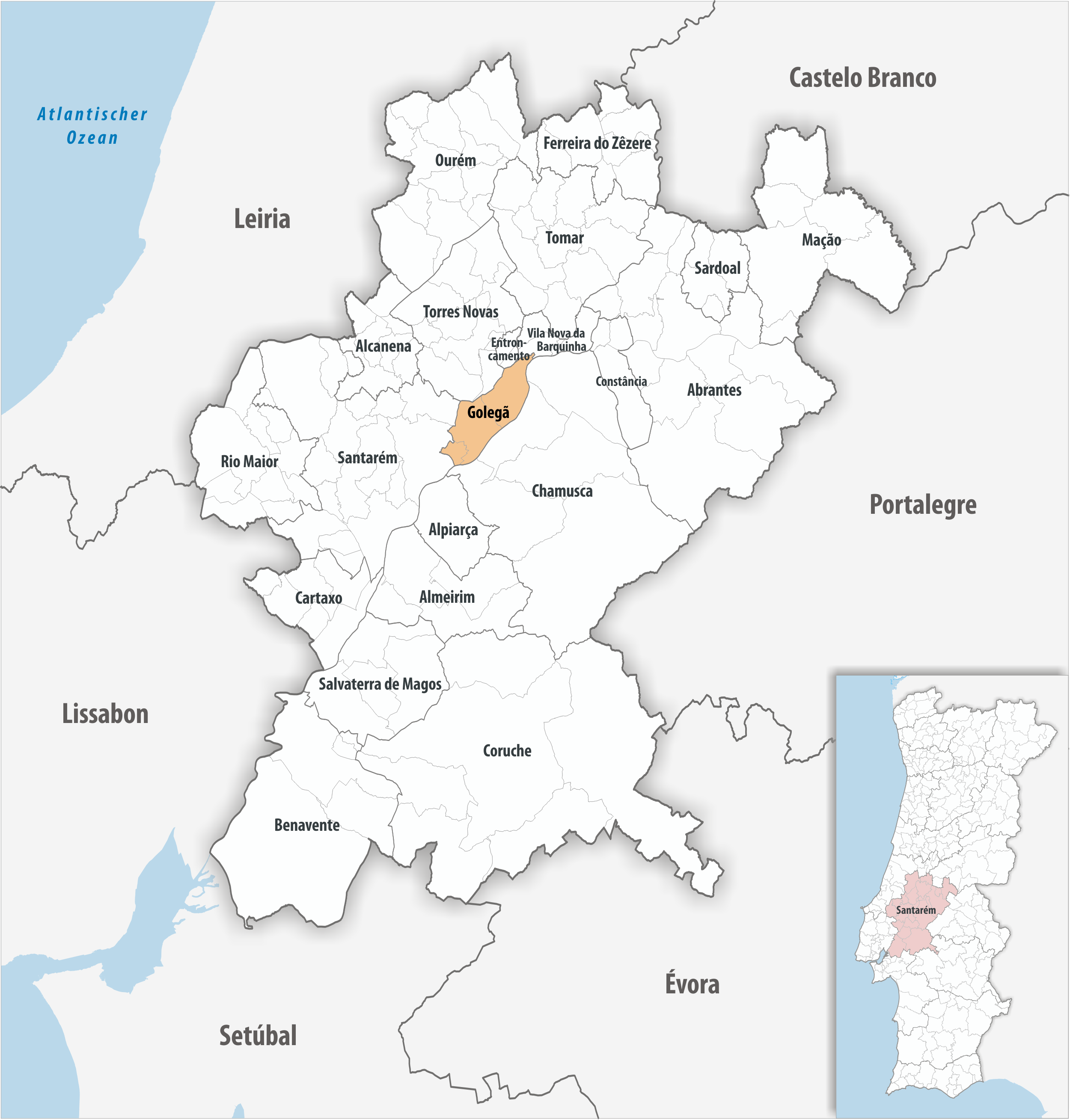
Kreis Golegã

| Gemeinde     | Einwohner (2021) | Fläche km² | Dichte Einw./km² | LAU- Code |
| ------------ | ---------------- | ---------- | ---------------- | --------- |
| Azinhaga     | 1.414            | 38,21      | 37               | 141201    |
| Golegã       | 3.591            | 38,40      | 94               | 141202    |
| Pombalinho   | 395              | 7,70       | 51               | 141203    |
| Kreis Golegã | 5.400            | 84,31      | 64               | 1412      |

### Bevölkerungsentwicklung
| Einwohnerzahl im Kreis Golegã (1801–2013) | Einwohnerzahl im Kreis Golegã (1801–2013) | Einwohnerzahl im Kreis Golegã (1801–2013) | Einwohnerzahl im Kreis Golegã (1801–2013) | Einwohnerzahl im Kreis Golegã (1801–2013) | Einwohnerzahl im Kreis Golegã (1801–2013) | Einwohnerzahl im Kreis Golegã (1801–2013) | Einwohnerzahl im Kreis Golegã (1801–2013) | Einwohnerzahl im Kreis Golegã (1801–2013) | Einwohnerzahl im Kreis Golegã (1801–2013) | Einwohnerzahl im Kreis Golegã (1801–2013) | Einwohnerzahl im Kreis Golegã (1801–2013) |
| ----------------------------------------- | ----------------------------------------- | ----------------------------------------- | ----------------------------------------- | ----------------------------------------- | ----------------------------------------- | ----------------------------------------- | ----------------------------------------- | ----------------------------------------- | ----------------------------------------- | ----------------------------------------- | ----------------------------------------- |
| 1801                                      | 1849                                      | 1900                                      | 1930                                      | 1960                                      | 1981                                      | 1991                                      | 2001                                      | 2004                                      | 2006                                      | 2011                                      |                                           |
| 2452                                      | 2866                                      | 5694                                      | 6325                                      | 6150                                      | 5963                                      | 6072                                      | 5710                                      | 5629                                      | 5589                                      | 5482                                      |                                           |

### Kommunaler Feiertag
- Christi Himmelfahrt

### Städtepartnerschaften
- Villeneuve d'Olmes im Département Ariège, Frankreich[6]

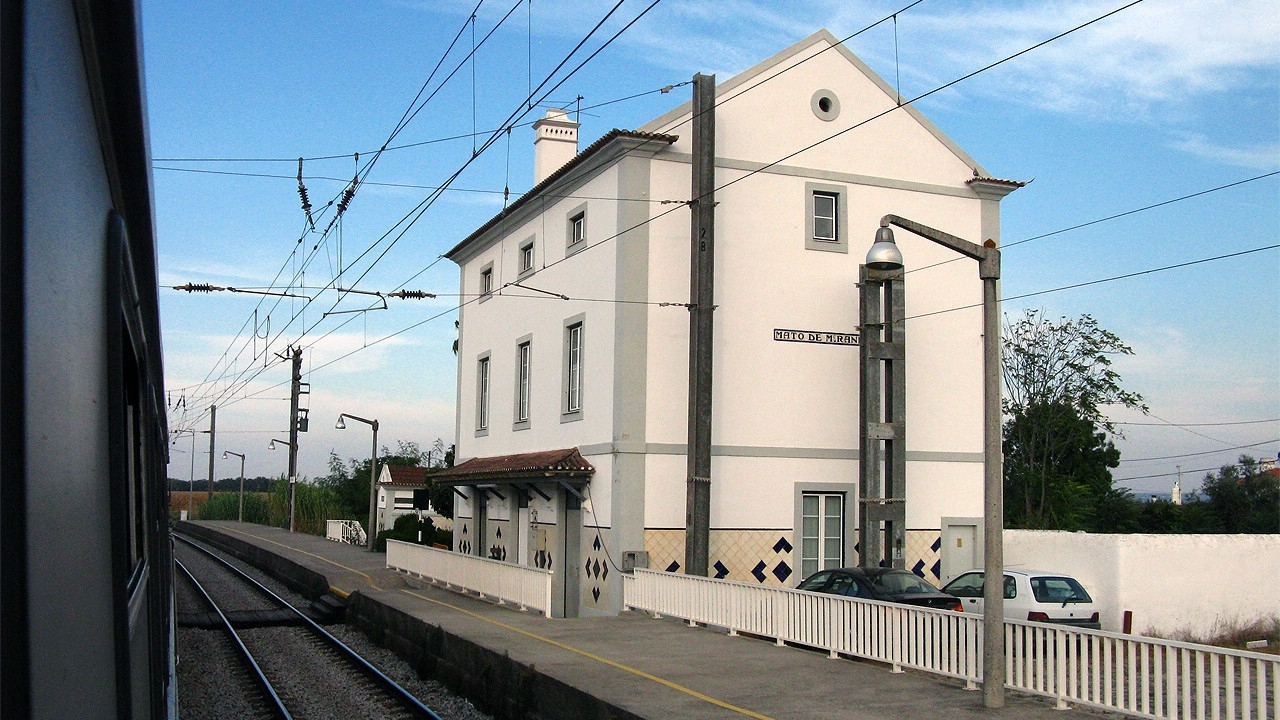
Blick aus dem historischen Sud-Express auf den Bahnhof Mato da Miranda

## Verkehr
Mit Mato de Miranda, einer Ortschaft der Gemeinde Azinhaga, verfügt der Kreis über einen Bahnhof der wichtigsten Eisenbahnstrecke des Landes, der Linha do Norte.
Die Nationalstraße N365 verbindet Golegã mit der 10 km nördlich gelegenen Anschlussstelle Nr. 5 (Atalaia) der ost-westlich verlaufenden Autobahn A23. Nach Querung der A23 geht die N365 zudem in die Schnellstraße IC3 nach Tomar über.

## Söhne und Töchter der Stadt
- Carlos Augusto Mascarenhas Relvas de Campos (1838–1894), Fotograf und Großgrundbesitzer
- José Carlos de Mascarenhas Relvas (1858–1929), Politiker, 1919 Premierminister
- Martins Correia (1910–1999), Bildhauer
- Carlos Madeira Cacho (1919–1976), Nuklearphysiker
- Augusto do Souto Barreiros (1922–2012), Schriftsteller
- Manuel Bento (1948–2007), Fußballspieler (Nationaltorwart)
- José Saramago (1922–2010), in Azinhaga geborener Schriftsteller, Literaturnobelpreisträger

Der bekannte Stierkämpfer Manuel dos Santos (* 11. Februar 1925 in Lissabon; † 18. Februar 1973 in Golegã) wuchs hier auf und verbrachte hier auch seinen Lebensabend.

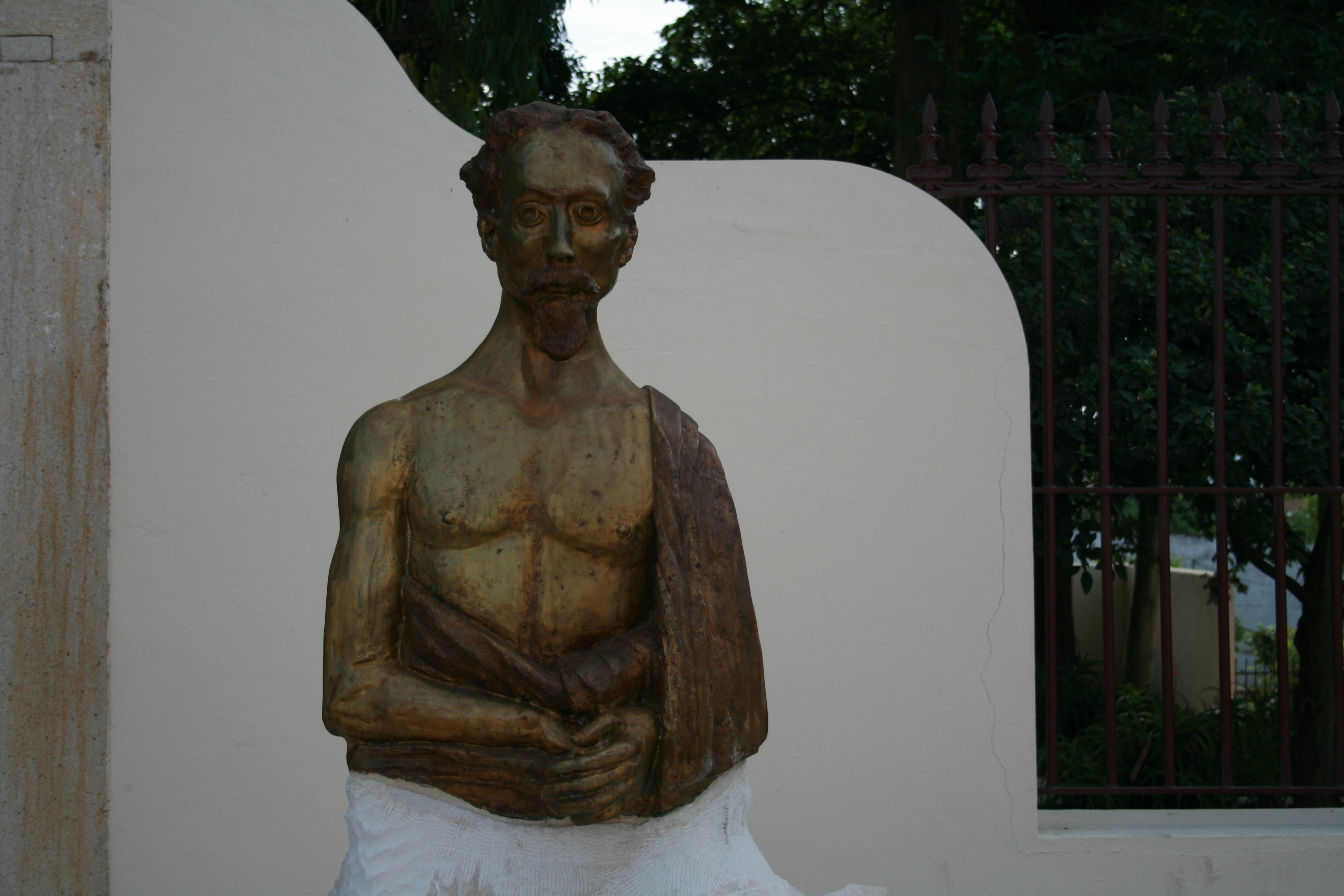
Statue des Carlos Relvas vor dem ihm gewidmeten Museum in Golegã
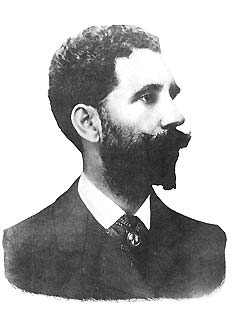
José Relvas
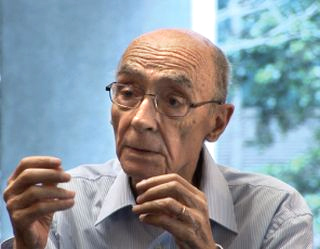
José Saramago (2008)
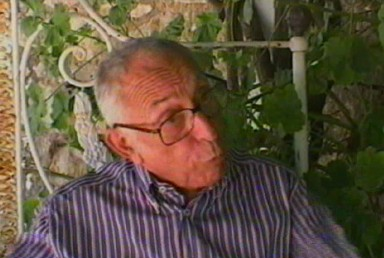
Augusto do Souto Barreiros (2008)
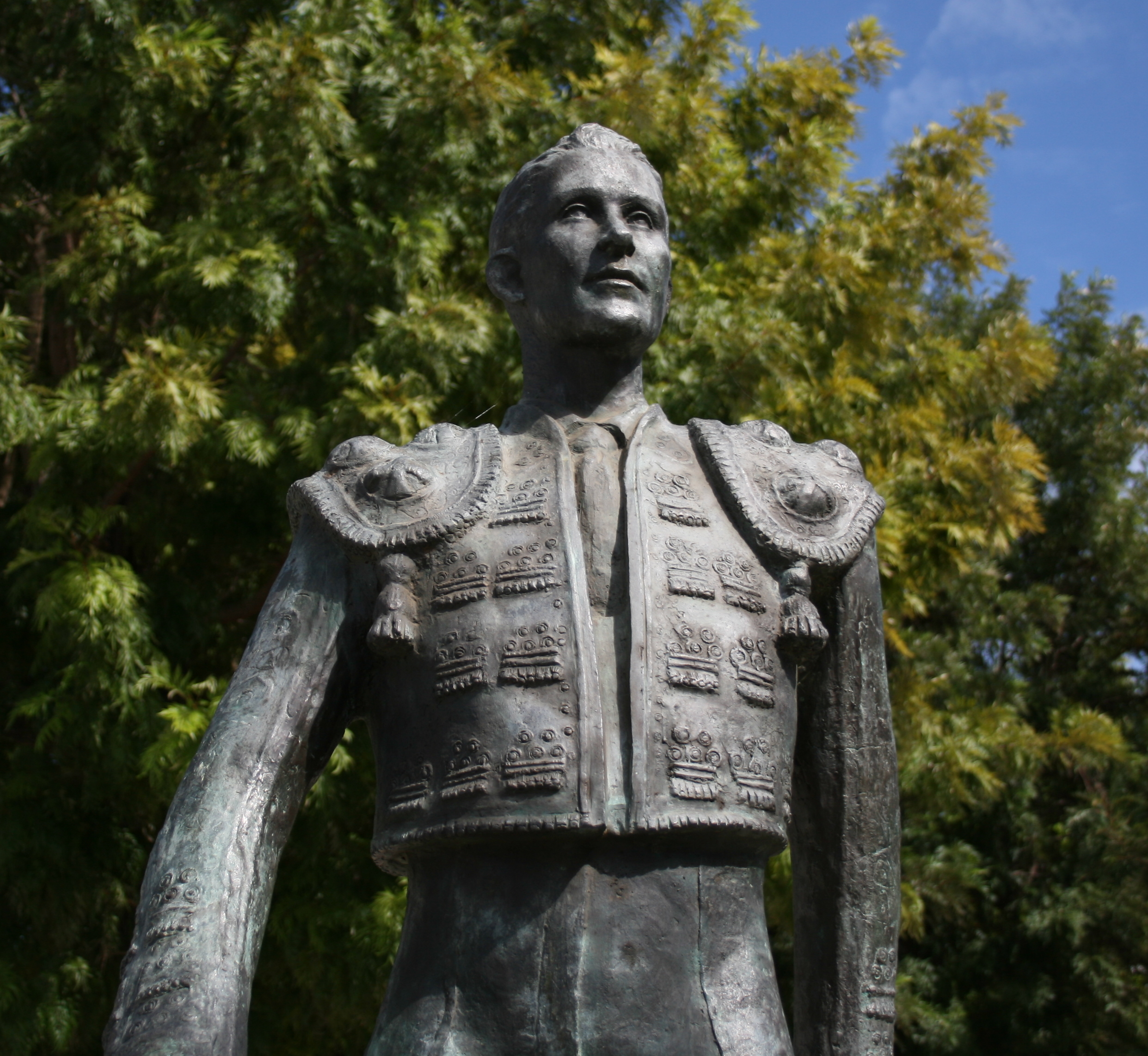
Statue des Manuel dos Santos in Golegã